# فضای دوبعدی
در فیزیک و ریاضی و در فضای اقلیدسی به دنباله‌ای از n عدد حقیقی یک نقطه در فضای n بعدی گفته می‌شود و هنگامی که n=۲ باشد این نقط درفضای دوبعدی جای دارد.

## هندسه دو بعدی

### چندضلعی‌ها
| نام   | مثلث       | مربع       | پنج‌ضلعی   | شش‌ضلعی     | هفت‌ضلعی   | هشت‌ضلعی    |          |
| ----- | ---------- | ---------- | --------- | ---------- | --------- | ---------- | -------- |
| ضلع‌ها | {۳}        | {۴}        | {۵}       | {۶}        | {۷}       | {۸}        |          |
| شکل   |            |            |           |            |           |            |          |
| نام   | نه‌ضلعی     | ده‌ضلعی     | یازده‌ضلعی | دوازده‌ضلعی | سیزده‌ضلعی | چهارده‌ضلعی |          |
| ضلع‌ها | {۹}        | {۱۰}       | {۱۱}      | {۱۲}       | {۱۳}      | {۱۴}       |          |
| شکل   |            |            |           |            |           |            |          |
| نام   | پانزده‌ضلعی | شانزده‌ضلعی | هفده‌ضلعی  | هجده‌ضلعی   | نوزده‌ضلعی | بیست‌ضلعی   | ...n-gon |
| ضلع‌ها | {۱۵}       | {۱۶}       | {۱۷}      | {۱۸}       | {۱۹}      | {۲۰}       | {n}      |
| شکل   |            |            |           |            |           |            |          |

| نام   | پنج‌پر | هفت‌پر | هفت‌پر | هشت‌پر | نه‌پر  | نه‌پر  | ده‌پر   | ...n-پر |
| ضلع‌ها | {۵/۲} | {۷/۲} | {۷/۳} | {۸/۳} | {۹/۲} | {۹/۴} | {۱۰/۳} | {n/m}   |
| شکل   |       |       |       |       |       |       |        |         |

## دستگاه مختصاتی
سه دستگاه مختصات برای دو بعد وجود دارد

دستگاه مختصات دکارتی
دستگاه مختصات قطبی
دستگاه مختصات جغرافیایی